# أبو أسامة الذهبي
أبو أسامة الذهبي (بالإنجليزية: Abu Usamah at-Thahabi)‏ إمام مسجد جرين لان (Green Lane) في مدينة برمينغهام بإنجلترا. ولد سنة 10 مارس 1964 واعتنق الإسلام عام 1986. اتُهم من قبل جهات صحافية بريطانية بنشر روح الكراهية ضد غير المسلمين كقوله مثلاً : أن أسامة بن لادن أفضل من ملايين أمثال بوش وأفضل من آلاف أمثال توني بلير.